# Francesc Folguera i Grassi
Francesc Folguera i Grassi (spanisch Francisco Folguera Grassi; * 23. März 1891 in Barcelona; † 26. Juli 1960 ebenda) war ein katalanischer Architekt. Er war einer der Hauptvertreter der katalanischen noucentistischen Architketur.

## Leben und Werk
Er schloss sein Studium 1917 ab. In seiner frühen Wirkungsphase wirkte er als Assistent Antoni Gaudís bei den Arbeiten an der Sagrada Família.
Francesc Folgueras erstes eigenständiges Architekturprojekt war das sich von 1924 bis 1947 in Betrieb befindliche und mittlerweile geschlossene und abgerissene Teatre Circ Olympia in der Ronda de Sant Pau in Barcelona (1919–1923), in dem neben Zirkusvorstellungen Opern, Zarzuelas, Theater-, Revue- und Ballettaufführungen, sowie auch Box- oder Wrestlingveranstaltungen durchgeführt wurden. Er baute auch als Architekt die Pfarrkirche von Sant Sadurní d’Anoia. Zusammen mit dem Architekten Ramon Reventós (1892–1976) und unter künstlerischer Beratung der Maler Xavier Nogués (1871–1941) und Miquel Utrillo (1862–1934) baute er für die Weltausstellung von 1929 in Barcelona das Freilichtmuseum Poble Espanyol am Montjuïc in Barcelona. Er war der Architekt zweier wichtiger Gebäude, die er für die Textilunternehmerin Tecla Sala (1886–1973) errichtete: Das im Stil des Noucentismus errichtete Casal de Sant Jordi in der Carrer de Casp in Barcelona (1928–1932), wo er die unteren Stockwerke für Büros und die oberen Stockwerke für Wohnungen nutzte, und das Landhaus Casa del Llorà  (Comarca Osona, Subcomarca Collsacabra; 1935), das stark durch dir Architektursprache des österreichischen Architekten Adolf Loos beeinflusst ist. Nach dem Tod Rafael Masós 1935 übernahm Francesc Folguera die architektonische Leitung des noucentistischen Siedlungsprojektes von s’Agaró. In der Nachkriegszeit führte er mehrere Restaurierungen von Kirchen durch und erbaute die neue Fassade des Klosters Montserrat, wo er 1947 auch den Thron der Jungfrau Maria im italienischen Stil entwarf.
Herausragende Leistungen erbrachte er mit seinen Vorlesungen Les condicions essencials de l’estructura de l’habitació (deutsch: „Die wesentlichen Bedingungen der Raumstruktur“), die er 1931 am Sitz der Barcloneser Stadtentwicklungsgruppe GATCPAC (Grup d’Arquitectes i Tècnics Catalans per al Progrés de l’Arquitectura Contemporània; deutsch: Katalanische Künstler- und Technikergruppe für den Fortschritt der zeitgenössischen Architektur) hielt. Als Mann von großer Kultur und typischer Noucentist veröffentlichte er unter anderem einen der ersten fundierten Beiträge zur Gaudí-Forschung (1928) – in Zusammenarbeit mit J.F. Ràfols – und „Urbanismo para todos“ (1959). Eine Anthologie der wichtigsten urbanistischen Texte der Welt hinterließ er unvollendet.